# شب بزرگ من
شب بزرگ من (اسپانیایی: Mi gran noche‎) یک فیلم کمدی اسپانیایی به کارگردانی آلکس د لا ایگلسیا است که در سال ۲۰۱۵ منتشر شد. این فیلم نخستین بار در سپتامبر ۲۰۱۵ در جشنواره بین‌المللی فیلم تورنتو به نمایش درآمد.

## گزیدهٔ بازیگران
- رافائل در نقش آلفونسو[۴]
- ماریو کاساس در نقش آدانه[۴]
- پپون نیه‌تو در نقش خوزه[۴]
- بلانکا سوآرس در نقش پالوما[۴]
- اوگو سیلبا در نقش روبرتو[۴]
- کارلوس آرسس در نقش یوری[۴]
- لوئیس کایخو در نقش رئیس[۴]
- کارولینا بانگ در نقش کریستینا[۴]
- کارمن ماچی در نقش رُزا
- سانتیاگو سگورا در نقش بنیتِـس[۴]
- آنتونیو بلاسْکِـس در نقش آنتونیو[۴]
- ترله پابز در نقش دولورِس[۵]
- آنا ماریا پلبورسا در نقش یانیره[۵]
- ادواردو کاسانوبا در نقش چهره‌پرداز[۴]
- فرناندو استسو